# Daiane Rodrigues
Daiane Menezes Rodrigues (nascida em 22 de julho de 1986) é uma futebolista profissional brasileira que atua como lateral direita e meia para o clube português Benfica no Campeonato Nacional II Divisão Feminino.

## Clubes
Daiane começou sua carreira aos 14 anos no ASF São Carlos, depois acumulou passagens por equipes como a Associação Atlética Francana, Ferroviária, Corinthians/Audax e Sport Club Internacional. Hoje joga na equipe portuguesa S.L. Benfica.
Em 2013, em sua terceira passagem pelo Ferroviária, foi nomeada capitão da equipe. Com as "Guerreiras Grenás" ganhou os títulos dos Jogos Abertos do Interior (2015, 2016 e 2017), Campeonato Paulista de Futebol Feminino de 2013, Campeonato Brasileiro de Futebol Feminino de 2014, Copa do Brasil de Futebol Feminino de 2014 e da Copa Libertadores Femenina de 2015 .
Em outubro de 2016, com o Corinthians/Audax, foi campeã da Copa do Brasil de Futebol Feminino. Em 2017, com a equipe alvinegra, venceu pela segunda vez a Copa Libertadores Feminina. Foram 12 jogos pelo Corinthians/Audax e um gol anotado.
Em abril de 2018, Daiane transferiu-se ao Sport Club Internacional de Porto Alegre. Em junho do mesmo ano, junto com a brasileira Dani Neuhaus, foi anunciada como a segunda contratação da recém formada equipe feminina de futebol do S.L. Benfica.

## Seleção
Em 2006 Daiane fez parte do elenco da seleção brasileira feminina sub-20 que disputou a Copa do Mundo Sub-20 daquele mesmo ano, na Rússia. Após o torneio, a lateral-direta foi selecionada para o "All-Star Team" pelo FIFA Technical Study Group (TSG).
Em março de 2012 foi relacionada pelo treinador Jorge Barcellos para o elenco preliminar das Olimpíadas de Londres. Em novembro de 2017 foi relacionada pela primeira vez pelo técnico Vadão para a seleção principal. Nesta convocação participou de dois amistosos contra o Chile.

## Títulos
Ferroviária
- Jogos Abertos do Interior: 2015, 2016 e 2017
- Campeonato Paulista de Futebol Feminino: 2013
- Copa do Brasil de Futebol Feminino: 2014
- Campeonato Brasileiro de Futebol Feminino: 2014
- Copa Libertadores da América de Futebol Feminino: 2015

Corinthians/Audax
- Copa do Brasil de Futebol Feminino: 2016
- Copa Libertadores da América de Futebol Feminino: 2017

SL Benfica
- Campeonato Nacional II Divisão Feminino : 2018-19
- Taça de Portugal : 2018-19
- Supertaça de Portugal : 2019[6]